# Macromitrium seriatum
Macromitrium seriatum là một loài rêu trong họ Orthotrichaceae. Loài này được Paris & Broth. mô tả khoa học đầu tiên năm 1907.